# Ghardimaou
Ghardimaou (àrab: غار الدماء, Ḡār ad-Dimāʾ) és una ciutat fronterera tunisiana situada a uns cinc quilòmetres de la frontera amb Algèria, a la governació de Jendouba, uns 22 km a l'oest de la ciutat de Jendouba. La municipalitat té més de 20.000 habitants (19.618 habitants el 2004) i compta amb una estació de ferrocarril de la línia Tunis-Algèria. El 2 de setembre del 2005 es va obrir un museu tunisiano-algerià dedicat a la lluita per la independència dels dos països. És a 220 metres sobre el nivell de la mar.
És capçalera d'una delegació amb 66.940 habitants (cens del 2004).

## Natura
Cap a l'oest de la ciutat, dins de la delegació i en direcció a la frontera algeriana, hi ha la reserva natural d'El Faïja, únic lloc de Tunísia on es pot trobar el cérvol de Barbaria.

## Administració
És el centre de la delegació o mutamadiyya homònima, amb codi geogràfic 22 57 (ISO 3166-2:TN-12), dividida en dotze sectors o imades:
- Ghardimaou (22 57 51)
- Ghardimaou Nord (22 57 52)
- El Mâaden (22 57 53)
- Er-Rakha (22 57 54)
- Aîn Soltane (22 57 55)
- Ouechtata (22 57 56)
- Ed-Daoura (22 57 57)
- Es-Sraia (22 57 58)
- Forgassen (22 57 59)
- Fej Hassine (22 57 60)
- Mrassen (22 57 61)
- El Galâa (22 57 62)

Al mateix temps, forma una municipalitat o baladiyya (codi geogràfic 22 17).